# Vườn quốc gia Đảo Magdalena
Vườn quốc gia Đảo Magdalena (Tây Ban Nha:  Parque Nacional Isla Magdalena ) là một vườn quốc gia có diện tích 1.576 km2 (608 dặm vuông Anh) nằm trên đảo Magdalena, Aysén, Patagonia, Chile. Được thành lập vào năm 1967 như là một khu bảo tồn rừng và được phân loại như là một vườn quốc gia vào năm 1983 để bảo tồn khu vực tự nhiên và các loài chim trên đảo Magdalena và đảo lân cận.

Một số hòn đảo đáng chú ý trong vườn quốc gia ngoài Magdalena thì còn có Puerto Gaviota, Atilio. Điểm cao nhất của vườn quốc gia là núi lửa Mentolat cao 1.660 m (5.446 ft). Khu vực tự nhiên đặc trưng bởi một loạt các loài chim biển bao gồm chim cánh cụt và Cốc biển. Thảm thực vật đặc trưng của vùng lạnh trung bình. Tại đảo Magdalena có nhiệt độ trung bình hàng năm 6-8 °C (43-46 °F) và lượng mưa trung bình khoảng 4.000 mm (157 in) mỗi năm.